# Sei giorni di Gand
La Sei giorni di Gand è una competizione di ciclismo su pista che si svolge ogni anno a Gand, in Belgio, nell'arco di sei giorni.
Viene disputata solitamente nella seconda metà di novembre nel velodromo Kuipke e si articola su più specialità. La classifica finale è a punti ed è stilata in base ai risultati ottenuti da ciascuna coppia di ciclisti in ognuna delle prove. Per esigenze di sponsor la Sei giorni è oggi nota come Lotto Z6sdaagse Vlaanderen-Gent. Insieme alle Sei giorni di Amsterdam, Berlino, Grenoble e Copenaghen è la più importante Sei giorni del circuito mondiale.

## Storia
La prima edizione risale al 1922: in quell'anno si impose la coppia formata dallo svizzero Oscar Egg e dal belga Marcel Buysse. Dopo la sospensione per la Seconda guerra mondiale, la gara ha ripreso con cadenza annuale prima in febbraio e poi, dal 1955 – in cui si tennero due corse – nella sua collocazione di calendario odierna, in novembre.
Tra i pistard che si sono maggiormente messi in evidenza nel corso dei decenni spiccano Patrick Sercu, il "re delle Sei giorni", con undici trionfi (record) e sei secondi posti tra il 1965 e il 1981, ed Étienne De Wilde, otto volte a segno tra 1983 e 1997. Da ricordare anche l'australiano Danny Clark, in grado di imporsi per la settima volta nel 1994, quarantatreenne, diciotto anni dopo il primo successo.
La 66ª edizione della Sei giorni, nel 2006, venne funestata dal fatale incidente che coinvolse lo spagnolo Isaac Gálvez: durante la prova di americana il ciclista si toccò con un altro corridore, Dimitri De Fauw, e cadde impattando contro una balaustra. La morte, causata dalle lesioni interne procuratesi, sopraggiunse durante il trasporto in ospedale.

## Albo d'oro
Aggiornato all'edizione 2022.
| Anno     | Vincitori                                                             | Secondi                                                               | Terzi                                                                 |
| -------- | --------------------------------------------------------------------- | --------------------------------------------------------------------- | --------------------------------------------------------------------- |
| 1922     | Marcel Buysse & Oscar Egg                                             | Lucien Buysse & Henri Van Lerberghe                                   | Henri Wynsdau & Théodore Wynsdau                                      |
| 1923     | Lucien Buysse & Victor Standaert                                      | Henri Frederickx & John Van Ruysseveldt                               | André Narcy & Camille Narcy                                           |
| 1924     | Aloïs Persijn & Jules Verschelden                                     | Lucien Buysse & Jules Van Hevel                                       | Kamiel De Clercq & Julien Delbecque                                   |
| 1925     | César Debaets & Jules Van Hevel                                       | Aloïs Persijn & Jules Verschelden                                     | Lucien Buysse & Emile Thollembeek                                     |
| 1926     | César Debaets & Emile Thollembeek                                     | Victor Standaert & René Vermandel                                     | Louis Maes & Isidoor Méchant                                          |
| 1927     | Maurice Dewolf & Hilaire Hellebaut                                    | Oscar Dhaemers & Albert Maes                                          | Raphael Fonteyne & Karel Klapdorp                                     |
| 1928-35  | non disputata                                                         | non disputata                                                         | non disputata                                                         |
| 1936     | Albert Billiet & Kamiel Dekuysscher                                   | Kees Pellenaars & Frans Slaats                                        | Gustav Kilian & Heinz Vöpel                                           |
| 1937     | Kees Pellenaars & Frans Slaats                                        | Albert Billiet & Albert Buysse                                        | Frans van den Broek & Louis van Schijndel                             |
| 1938-46  | non disputata                                                         | non disputata                                                         | non disputata                                                         |
| 1947     | Gerrit Boeijen & Gerrit Schulte                                       | Robert Naeye & Rik Van Steenbergen                                    | Kamiel Dekuysscher & Albert Sercu                                     |
| 1948     | Achiel Bruneel & Kamiel Dekuysscher                                   | René Adriaenssens & Albert Bruylandt                                  | Albert Sercu & Fernand Spelte                                         |
| 1949     | Gerrit Boeijen & Gerrit Schulte                                       | Marcel Kint & Rik Van Steenbergen                                     | Reginald Arnold & Alfred Strom                                        |
| 1950     | Gerrit Peters & Gerrit Schulte                                        | Robert Naeye & Rik Van Steenbergen                                    | Achiel Bruneel & Albert Bruylandt                                     |
| 1951     | René Adriaenssens & Albert Bruylandt                                  | Achiel Bruneel & Rik Van Steenbergen                                  | Reginald Arnold & Alfred Strom                                        |
| 1952     | Walter Bucher & Armin Von Bueren                                      | Gérard Buyl & Valère Ollivier                                         | Arthur Mommerency & Henri Tytgat                                      |
| 1953     | Achiel Bruneel & Arsène Rijckaert                                     | Reginald Arnold & Alfred Strom                                        | Gerrit Peters & Gerrit Schulte                                        |
| 1954     | Stan Ockers & Rik Van Steenbergen                                     | Lucien Acou & Achiel Bruneel                                          | Lucien Gillen & Ferdinando Terruzzi                                   |
| 1955 (1) | Lucien Gillen & Ferdinando Terruzzi                                   | Dominique Forlini & Georges Senfftleben                               | Stan Ockers & Rik Van Steenbergen                                     |
| 1955 (2) | Emiel Severeyns & Rik Van Steenbergen                                 | Stan Ockers & Ferdinando Terruzzi                                     | Reginald Arnold & Fred De Bruyne                                      |
| 1956     | Reginald Arnold & Ferdinando Terruzzi                                 | Emiel Severeyns & Rik Van Steenbergen                                 | Walter Bucher & Jean Roth                                             |
| 1957     | Fred De Bruyne & Rik Van Steenbergen                                  | Reginald Arnold & Ferdinando Terruzzi                                 | Gerrit Schulte & Willy Vannitsen                                      |
| 1958     | Reginald Arnold & Rik Van Looy                                        | Emiel Severeyns & Rik Van Steenbergen                                 | Gerrit Schulte & Ferdinando Terruzzi                                  |
| 1959     | Fred De Bruyne & Rik Van Steenbergen                                  | André Darrigade & Gerrit Schulte                                      | Reginald Arnold & Michel Van Aerde                                    |
| 1960     | Peter Post & Rik Van Looy                                             | Emiel Severeyns & Rik Van Steenbergen                                 | Reginald Arnold & José Denoyette                                      |
| 1961     | Peter Post & Rik Van Looy                                             | Emiel Severeyns & Rik Van Steenbergen                                 | Klaus Bugdahl & Arthur De Cabooter                                    |
| 1962-64  | non disputata                                                         | non disputata                                                         | non disputata                                                         |
| 1965     | Eddy Merckx & Patrick Sercu                                           | Peter Post & Tom Simpson                                              | Emiel Severeyns & Rik Van Steenbergen                                 |
| 1966     | Fritz Pfenninger & Peter Post                                         | Klaus Bugdahl & Patrick Sercu                                         | Rudi Altig & Sigi Renz                                                |
| 1967     | Eddy Merckx & Patrick Sercu                                           | Freddy Eugen & Palle Lykke Jensen                                     | Fritz Pfenninger & Peter Post                                         |
| 1968     | Leo Duyndam & Peter Post                                              | Patrick Sercu & Rik Van Looy                                          | Fritz Pfenninger & Louis Pfenninger                                   |
| 1969     | Rudi Altig & Sigi Renz                                                | Patrick Sercu & Alain Van Lancker                                     | Peter Post & Norbert Seeuws                                           |
| 1970     | Jean-Pierre Monseré & Patrick Sercu                                   | Roger De Vlaeminck & Peter Post                                       | Graeme Gilmore & Julien Stevens                                       |
| 1971     | Roger De Vlaeminck & Patrick Sercu                                    | Ferdinand Bracke & Peter Post                                         | Julien Stevens & Théo Verschueren                                     |
| 1972     | Patrick Sercu & Julien Stevens                                        | Norbert Seeuws & Alain Van Lancker                                    | Graeme Gilmore & Walter Godefroot                                     |
| 1973     | Graeme Gilmore & Patrick Sercu                                        | Leo Duyndam & René Pijnen                                             | Cees Stam & Théo Verschueren                                          |
| 1974     | Graeme Gilmore & Julien Stevens                                       | Sigi Renz & Patrick Sercu                                             | René Pijnen & Roy Schuiten                                            |
| 1975     | Eddy Merckx & Patrick Sercu                                           | Graeme Gilmore & Julien Stevens                                       | Klaus Bugdahl & Alain Van Lancker                                     |
| 1976     | Donald Allan & Danny Clark                                            | Patrick Sercu & Ferdi Van Den Haute                                   | Graeme Gilmore & Julien Stevens                                       |
| 1977     | Eddy Merckx & Patrick Sercu                                           | Danny Clark & Freddy Maertens                                         | Albert Fritz & Wilfried Peffgen                                       |
| 1978     | Gerrie Knetemann & Patrick Sercu                                      | Danny Clark & Ferdi Van Den Haute                                     | Roman Hermann & Stan Tourné                                           |
| 1979     | Donald Allan & Danny Clark                                            | Patrick Sercu & Stan Tourné                                           | René Pijnen & Michel Vaarten                                          |
| 1980     | Albert Fritz & Patrick Sercu                                          | Donald Allan & Danny Clark                                            | Willy Debosscher & René Pijnen                                        |
| 1981     | Gert Frank & Patrick Sercu                                            | Danny Clark & Étienne De Wilde                                        | Willy Debosscher & René Pijnen                                        |
| 1982     | Donald Allan & Danny Clark                                            | Robert Dill-Bundi & Urs Freuler                                       | Roger De Vlaeminck & Patrick Sercu                                    |
| 1983     | Étienne De Wilde & René Pijnen                                        | Albert Fritz & Dietrich Thurau                                        | Romain Costermans & Michel Vaarten                                    |
| 1984     | Gert Frank & Hans-Henrik Ørsted                                       | Étienne De Wilde & Stan Tourné                                        | Danny Clark & Anthony Doyle                                           |
| 1985     | Étienne De Wilde & Stan Tourné                                        | Anthony Doyle & Michel Vaarten                                        | Rudy Dhaenens & Roman Hermann                                         |
| 1986     | Danny Clark & Anthony Doyle                                           | Étienne De Wilde & Stan Tourné                                        | Gert Frank & Michel Vaarten                                           |
| 1987     | Danny Clark & Étienne De Wilde                                        | Roman Hermann & Stan Tourné                                           | Pierangelo Bincoletto & Hans-Henrik Ørsted                            |
| 1988     | Urs Freuler & Roman Hermann                                           | Étienne De Wilde & Stan Tourné                                        | Danny Clark & Anthony Doyle                                           |
| 1989     | Étienne De Wilde & Stan Tourné                                        | Danny Clark & Konstantin Chrabzov                                     | Urs Freuler & Hans-Rüdi Märki                                         |
| 1990     | Danny Clark & Roland Günther                                          | Marat Ganeev & Konstantin Chrabzov                                    | Urs Freuler & Hans-Rüdi Märki                                         |
| 1991     | Étienne De Wilde & Anthony Doyle                                      | Peter Pieters & Stan Tourné                                           | Roland Günther & Rik Van Slycke                                       |
| 1992     | Étienne De Wilde & Jens Veggerby                                      | Urs Freuler & Peter Pieters                                           | Bruno Risi & Rik Van Slycke                                           |
| 1993     | Kurt Betschart & Bruno Risi                                           | Urs Freuler & Werner Stutz                                            | Johan Bruyneel & Étienne De Wilde                                     |
| 1994     | Danny Clark & Étienne De Wilde                                        | Urs Freuler & Carsten Wolf                                            | Jimmi Madsen & Peter Van Petegem                                      |
| 1995     | Étienne De Wilde & Andreas Kappes                                     | Jimmi Madsen & Jens Veggerby                                          | Silvio Martinello & Marco Villa                                       |
| 1996     | Kurt Betschart & Bruno Risi                                           | Adriano Baffi & Étienne De Wilde                                      | Andreas Kappes & Carsten Wolf                                         |
| 1997     | Étienne De Wilde & Matthew Gilmore                                    | Jimmi Madsen & Jens Veggerby                                          | Silvio Martinello & Marco Villa                                       |
| 1998     | Silvio Martinello & Marco Villa                                       | Étienne De Wilde & Andreas Kappes                                     | Tayeb Braikia & Jimmi Madsen                                          |
| 1999     | Jimmi Madsen & Scott McGrory                                          | Adriano Baffi & Silvio Martinello                                     | Étienne De Wilde & Matthew Gilmore                                    |
| 2000     | Matthew Gilmore & Silvio Martinello                                   | Brett Aitken & Scott McGrory                                          | Adriano Baffi & Frank Corvers                                         |
| 2001     | Matthew Gilmore & Scott McGrory                                       | Kurt Betschart & Bruno Risi                                           | Étienne De Wilde & Andreas Kappes                                     |
| 2002     | Kurt Betschart & Bruno Risi                                           | Matthew Gilmore & Bradley Wiggins                                     | Jimmi Madsen & Marty Nothstein                                        |
| 2003     | Matthew Gilmore & Bradley Wiggins                                     | Robert Slippens & Danny Stam                                          | Jimmi Madsen & Marty Nothstein                                        |
| 2004     | Robert Slippens & Danny Stam                                          | Andreas Beikirch & Iljo Keisse                                        | Gerd Dörich & Andreas Kappes                                          |
| 2005     | Matthew Gilmore & Iljo Keisse                                         | Robert Slippens & Danny Stam                                          | Andreas Beikirch & Kurt Betschart                                     |
| 2006     | Sospesa in seguito alla morte di Isaac Gálvez, caduto durante la gara | Sospesa in seguito alla morte di Isaac Gálvez, caduto durante la gara | Sospesa in seguito alla morte di Isaac Gálvez, caduto durante la gara |
| 2007     | Robert Bartko & Iljo Keisse                                           | Franco Marvulli & Bruno Risi                                          | Robert Slippens & Danny Stam                                          |
| 2008     | Robert Bartko & Iljo Keisse                                           | Leif Lampater & Erik Zabel                                            | Andreas Beikirch & Kenny De Ketele                                    |
| 2009     | Michael Mørkøv & Alex Rasmussen                                       | Iljo Keisse & Roger Kluge                                             | Franco Marvulli & Bruno Risi                                          |
| 2010     | Iljo Keisse & Peter Schep                                             | Kenny De Ketele & Leif Lampater                                       | Robert Bartko & Danilo Hondo                                          |
| 2011     | Kenny De Ketele & Robert Bartko                                       | Peter Schep & Wim Stroetinga                                          | Morgan Kneisky & Marc Hester                                          |
| 2012     | Iljo Keisse & Glenn O'Shea                                            | Kenny De Ketele & Gijs Van Hoecke                                     | Robert Bartko & Silvan Dillier                                        |
| 2013     | Jasper De Buyst & Leif Lampater                                       | Iljo Keisse & Wim Stroetinga                                          | Kenny De Ketele & Gijs Van Hoecke                                     |
| 2014     | Jasper De Buyst & Kenny De Ketele                                     | Mark Cavendish & Iljo Keisse                                          | Silvan Dillier & Leif Lampater                                        |
| 2015     | Iljo Keisse & Michael Mørkøv                                          | Kenny De Ketele & Gijs Van Hoecke                                     | Jasper De Buyst & Otto Vergaerde                                      |
| 2016     | Mark Cavendish & Bradley Wiggins                                      | Kenny De Ketele & Moreno De Pauw                                      | Iljo Keisse & Elia Viviani                                            |
| 2017     | Kenny De Ketele & Moreno De Pauw                                      | Morgan Kneisky & Benjamin Thomas                                      | Yoeri Havik & Wim Stroetinga                                          |
| 2018     | Elia Viviani & Iljo Keisse                                            | Robbe Ghys & Kenny De Ketele                                          | Jasper De Buyst & Tosh Van der Sande                                  |
| 2019     | Kenny De Ketele & Robbe Ghys                                          | Jasper De Buyst & Tosh Van der Sande                                  | Roger Kluge & Theo Reinhardt                                          |
| 2020     | non disputata                                                         | non disputata                                                         | non disputata                                                         |
| 2021     | Kenny De Ketele & Robbe Ghys                                          | Jasper De Buyst & Roger Kluge                                         | Lasse Norman Hansen & Michael Mørkøv                                  |
| 2022     | Lindsay De Vilder & Robbe Ghys                                        | Yoeri Havik & Fabio Van Den Bossche                                   | Jasper De Buyst & Iljo Keisse                                         |